# 엘 마난티알
《엘 마난티알》(스페인어: El manantial)은 2001년 방영된 멕시코의 텔레노벨라이다.